# Nils Mani
Nils Mani (* 23. Mai 1992) ist ein ehemaliger Schweizer Skirennfahrer. Seit 2012 gehörte er dem B-Kader von Swiss-Ski an. Er startete überwiegend in den Disziplinen Abfahrt und Super-G.

## Biografie
Mani stammt aus dem Diemtigtal im Kanton Bern und ist gelernter Landmaschinenmechaniker. Ab November 2007 nahm er an FIS-Rennen und nationalen Juniorenrennen teil, wobei er zu Beginn hauptsächlich Slaloms und Riesenslaloms bestritt. Im Februar 2009 war er Teilnehmer des European Youth Olympic Festival in Szczyrk, wo er im Slalom auf den achten Platz fuhr. Die ersten Einsätze im Europacup folgten im März desselben Jahres. Im Verlaufe des Winters 2010/11 begann sich allmählich eine Spezialisierung auf die schnellen Disziplinen Abfahrt und Super-G abzuzeichnen; bei seiner ersten Teilnahme an Juniorenweltmeisterschaften verpasste er zweimal knapp einen Medaillengewinn.
Im Winter 2011/12 erzielte Mani im Europacup die ersten Top-10-Platzierungen, hinzu kam der erste Sieg in einem FIS-Rennen. In Roccaraso gewann er bei den Juniorenweltmeisterschaften 2012 zwei Medaillen; Silber im Super-G und Bronze in der Abfahrt. Sein Weltcup-Debüt hatte er am 15. Dezember 2012 in der Abfahrt von Gröden. Zwei Wochen später, am 29. Dezember, fuhr Mani in der Abfahrt von Bormio auf den 27. Platz und gewann damit die ersten Weltcuppunkte. Der erste Podestplatz in einer Europacup-Abfahrt folgte am 10. Januar 2013. Bei den Juniorenweltmeisterschaften 2013 in der Nähe der Stadt Québec gewann er zwei weitere Medaillen, die goldene in der Abfahrt und die silberne im Super-G. Am 22. Dezember 2013 gewann er erstmals ein Europacuprennen, eine Abfahrt in Madonna di Campiglio.
In den folgenden Jahren konnte sich Mani kaum je in den Weltcup-Punkterängen klassieren. Eine aufsteigende Tendenz setzte erst im Winter 2016/17 ein. In der Abfahrt von Gröden erreichte er am 17. Dezember 2016 mit Platz 9 sein erstes Top-10-Ergebnis. Am 13. Januar 2017 folgte mit Platz 5 in der Kombination von Wengen das beste Ergebnis seiner Karriere. An den Weltmeisterschaften im Februar 2017 in St. Moritz erreichte er Rang 23 in der Abfahrt. In der Saison 2018/19 gewann er die Disziplinenwertung der Abfahrt im Europacup, und in der Saison 2020/21 erreichte er mit Platz 7 in der Super-G-Wertung noch einmal eine Top-10-Platzierung.
Am 25. Januar 2022 gab Nils Mani seinen Rücktritt bekannt, da er keine Möglichkeit mehr sah, am Ende der Saison zu den besten 25 Fahrern zu gehören.

## Erfolge

### Weltmeisterschaften
- St. Moritz 2017: 23. Abfahrt

### Weltcup
- 2 Platzierungen unter den besten zehn

### Weltcupwertungen
| Saison  | Gesamt | Gesamt | Abfahrt | Abfahrt | Super-G | Super-G | Kombination | Kombination |
| Saison  | Platz  | Punkte | Platz   | Punkte  | Platz   | Punkte  | Platz       | Punkte      |
| ------- | ------ | ------ | ------- | ------- | ------- | ------- | ----------- | ----------- |
| 2012/13 | 139.   | 4      | 53.     | 4       | –       | –       | –           | –           |
| 2013/14 | 129.   | 8      | 48.     | 8       | –       | –       | –           | –           |
| 2014/15 | 151.   | 1      | –       | –       | 60.     | 1       | –           | –           |
| 2015/16 | 113.   | 29     | 57.     | 5       | –       | –       | 24.         | 24          |
| 2016/17 | 79.    | 83     | 35.     | 32      | –       | –       | 11.         | 51          |
| 2017/18 | 127.   | 16     | 53.     | 3       | –       | –       | 30.         | 13          |
| 2018/19 | 145.   | 6      | 53.     | 6       | –       | –       | –           | –           |
| 2019/20 | 161.   | 2      | 58.     | 2       | –       | –       | –           | –           |
| 2020/21 | 133.   | 12     | 45.     | 12      | –       | –       | –           | –           |

### Europacup
- Saison 2012/13: 5. Abfahrtswertung
- Saison 2013/14: 5. Gesamtwertung, 2. Abfahrtswertung, 5. Kombinationswertung, 6. Super-G-Wertung
- Saison 2014/15: 5. Kombinationswertung
- Saison 2018/19: 1. Abfahrtswertung
- Saison 2020/21: 7. Super-G-Wertung
- 9 Podestplätze, davon 1 Sieg:

| Datum             | Ort                  | Land    | Disziplin |
| ----------------- | -------------------- | ------- | --------- |
| 22. Dezember 2013 | Madonna di Campiglio | Italien | Abfahrt   |

### Juniorenweltmeisterschaften
- Crans-Montana 2011: 6. Abfahrt, 8. Kombination, 11. Super-G, 20. Slalom, 33. Riesenslalom
- Roccaraso 2012: 2. Super-G, 3. Abfahrt, 11. Riesenslalom
- Québec 2013: 1. Abfahrt, 2. Super-G, 13. Riesenslalom

### Weitere Erfolge
- European Youth Olympic Festival 2009: 8. Slalom, 24. Riesenslalom
- 3 Siege bei FIS-Rennen